# Tim Schramm
Tim Schramm (* 1940) ist ein deutscher evangelischer Theologe.  

## Leben
Er studierte Theologie und Altphilologie in Hamburg und Tübingen. Nach der Promotion 1966 war er wissenschaftlicher Assistent in Hamburg und absolvierte das Referendariat im Schuldienst der Freien und Hansestadt Hamburg. Von 1972 bis 2005 war er Professor für Neues Testament an der Universität Hamburg. Er hielt sich für mehrere Gastprofessuren und Forschungsaufenthalte an der Temple University in Philadelphia, an der Indiana University Bloomington und an der University of Papua New Guinea auf.
Seine Forschungsschwerpunkte sind Evangelienforschung, Gleichnisse Jesu und Hermeneutik des Neuen Testaments, insbesondere psychologische Exegese und Bibliodrama.

## Publikationen (Auswahl)
- Der Markus-Stoff bei Lukas. Eine literarkritische und redaktionsgeschichtliche Untersuchung (= Society for New Testament Studies. Monograph series, Band 14). Univ. Press, Cambridge 1971, ISBN 0-521-07743-5 (zugleich Dissertation, Hamburg 1966).
- mit Hermann Barth: Selbsterfahrung mit der Bibel. Ein Schlüssel zum Lesen und Verstehen (= Pfeiffer-Werkbüchers, Band 139). Pfeiffer, München u. a. 1977, ISBN 3-7904-0236-2.
  - mit Hermann Barth: Selbsterfahrung mit der Bibel. Ein Schlüssel zum Lesen und Verstehen (= Pfeiffer-Werkbüchers, Band 139). Pfeiffer, München u. a. 1983, ISBN 3-7904-0390-3.
- mit Eckart Otto: Fest und Freude. Biblische Konfrontationen (= Kohlhammer-Taschenbücher, Band 1003). Kohlhammer, Stuttgart u. a. 1977, ISBN 3-17-002133-8.
  - mit Eckart Otto: Festival and joy (= Biblical encounters series). Abingdon, Nashville 1980, ISBN 0687129400.
  - mit Eckart Otto: Fiesta y gozo (= Biblia y catequesis, Band 3). Ediciones Sígueme, Salamanca 1983, ISBN 8430109226.
- mit Kathrin Löwenstein: Unmoralische Helden. Anstößige Gleichnisse Jesu. Vandenhoeck & Ruprecht, Göttingen 1986, ISBN 3-525-53575-9.
- mit L. und W. Jenning, N. Koch, F. Lucassen: Drei Tage mit dem "Dicken Kind". Bibliodrama Deutsch. E.B.-Verl. Rissen, Hamburg 1992, ISBN 3-923002-73-4.
- als Herausgeber mit Otto Betz: Da gedachte ich der Perle. Thomasevangelium und Perlenlied (= Klassiker der Meditation, Band 12). Benziger, Zürich u. a. 1998, ISBN 3-545-20313-1.
  - als Herausgeber mit Otto Betz: Da gedachte ich der Perle. Thomasevangelium und Perlenlied (= Klassiker der Meditation, Band 12). Patmos, Düsseldorf 2006, ISBN 3-491-71306-4.
- mit Ellen Kubitza: Bibliodrama als lebendiger Gottesdienst. Ein Weg zum Christsein im Alltag der Welt (= Beiträge zur Theorie der Bibliodramapraxis, Band 1).  EB-Verl., Schenefeld 2003, ISBN 3-930826-91-7.
- Die Bibel ins Leben ziehen. Bewährte "alte" und faszinierende "neue" Methoden lebendiger Bibelarbeit. Kohlhammer, Stuttgart 2003, ISBN 3-17-017897-0.